# 邦德事件

近12,000年的全球气温变化图

邦德事件（英語：Bond event），又称1500年气候周期，是指北大西洋的冰筏活动，与全新世以来全球气候变化有关。目前已发生八起邦德活动，周期在1,000-1,500年之间。
杰拉德·C·邦德通过哥伦比亚大学的拉蒙特-多爾蒂地球觀測所做了一系列北大西洋岩石轨迹的研究，于1997年发表论文，认为晚更新世以来全球气候存在1470年的周期性波动。然而此后的研究结果表明，支持此气候循环的证据不多。
此外，2005年格陵兰岛冰芯数据显示，这种气候变化与丹斯伽阿德-厄施格尔周期没有太大关联。北大西洋冰筏活动与美国靠近大西洋地区湖泊水位下降有关，和中东地区持续55,000年的干旱也有部分关联。

## 列表

邦德活动概况

大多数邦德活动没有明显的气候变化标志，但通常伴随着气候转冷或干旱。
| No. | 距今     | 年份      | 备注                                                                                       |
| --- | -------- | --------- | ------------------------------------------------------------------------------------------ |
| 0   | ≈ 500    | ≈ 1500 AD | 参见小冰期                                                                                 |
| 1   | ≈ 1,400  | ≈ 600 AD  | 参见民族大遷徙 和古典晚期小冰期                                                            |
| 2   | ≈ 2,800  | ≈ 800 BC  | 参见铁器时代冷期                                                                           |
| 3   | ≈ 4,200  | ≈ 2200 BC | 参见4.2千年事件；阿卡德帝国灭亡，埃及古王國時期结束                                        |
| 4   | ≈ 5,900  | ≈ 3900 BC | 参见5.9千年事件；撒哈拉沙漠在公元前3500–3000年间重新形成，早期青铜时代约开始于公元前3300年 |
| 5   | ≈ 8,200  | ≈ 6200 BC | 参见8.2千年事件                                                                            |
| 6   | ≈ 9,400  | ≈ 7400 BC | 挪威的冰川进行埃尔达伦活动，中国气候变冷                                                   |
| 7   | ≈ 10,300 | ≈ 8300 BC |                                                                                            |
| 8   | ≈ 11,100 | ≈ 9100 BC | 新仙女木期结束，进入北方时期                                                               |

## 對區域氣候的影響

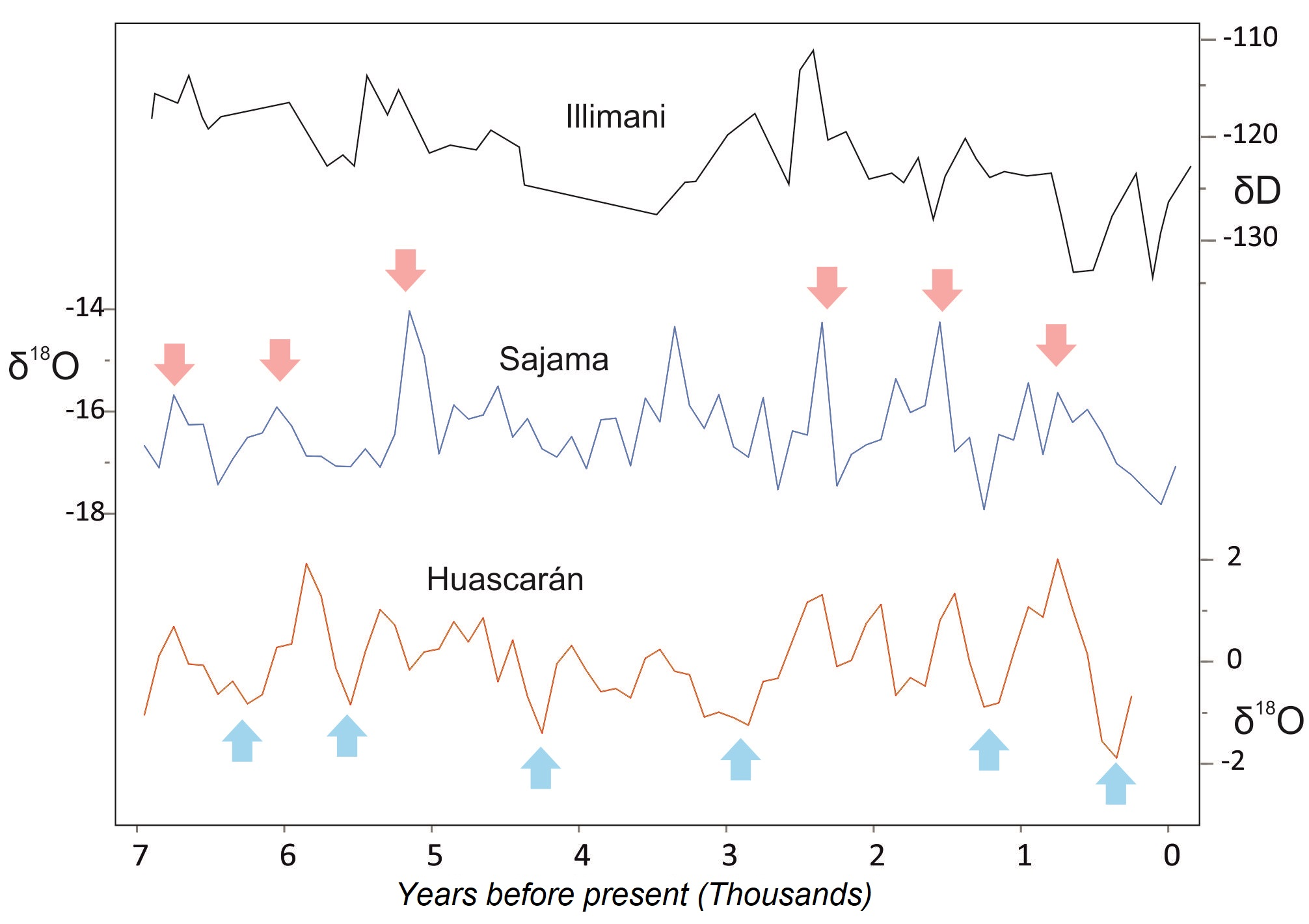
全新世氧18和氘的冰記錄來自薩哈馬火山、瓦斯卡蘭山和伊宜馬尼峰。 箭頭顯示可能與邦德事件有關的溫度下降。

在南美洲中部安地斯山脈等偏遠地區發現了邦德事件。
在熱帶安第斯山脈的三個冰芯記錄中，已經確定了全新世早期和全新世中期期間多達六個邦德旋回。 這些記錄是從薩哈馬火山、瓦斯卡蘭山和伊宜馬尼峰的山峰中提取的。 探測到的周期為距今6,400年、距今5500年、距今3,700年、距今2,700年、距今1,300年和距今200年並表示溫度下降。